# بهارسوسک‌واران
بهارسوسک‌واران (نام علمی: Elateroidea) نام یک بالاخانواده از زیرراسته سوسک‌های همه‌چیزخوار است.